# Roman Mejia
Roman Mejia (Fort Worth, 30 novembre 1999) è un ballerino statunitense, ballerino principale del New York City Ballet dal 2023.

## Biografia
Figlio di ballerini, Roman Mejia è nato e cresciuto in Texas e a sedici anni è stato ammesso alla School of American Ballet, dove si è diplomano nel 2017. Nello stesso anno è stato scritturato dal New York City Ballet, di cui ha scalato rapidamente i ranghi, venendo promosso a solista nell'ottobre 2021 e ballerino principale nel febbraio 2023.
Sulle scene newyorchesi ha danzato in un vasto repertorio che annovera coreografie di William Forsythe, Peter Martins (incluso Siegfried ne Il lago dei cigni e Mercuzio in Romeo e Giulietta) e Jerome Robbins, nonché le prime mondiali di balletti di Aleksej Ratmanskij, Justin Peck e Christopher Wheeldon. Tuttavia, è noto soprattutto come interprete dell'opera di George Balanchine: già da ballerino di fila gli era stano affidati ruoli di rilievo come Puck in Sogno di una notte di mezza estate e, durante le sue stagioni con il NYCB, ha danzato anche ne Lo schiaccianoci, Allegro Brillante, Tchaikovsky Pas de Deux e Jewels, ottenendo recensioni molto positive per il suo Apollo nell'Apollon musagète.
Dal 2025 è sposato con la collega Tiler Peck.

## Filmografia
- Étoile - serie TV, episodio 1x1 (2025)